# Château de Chelé
Le château de Chelé était situé à Hambers dans le département de la Mayenne. Il reste de ce château des vestiges d'un important domaine médiéval : 
- un donjon roman ;
- une résidence seigneuriale du milieu du XIIIe siècle.

Il s'agit d'un site majeur qui conserve potentiellement la motte originale.
Le ruisseau de Chelé, né en Hambers, actionnait, au village même, un moulin à farine et joint le ruisseau des Bias, en Hambers ; longueur de 2 300 m.

## Toponymie
Les attestations anciennes référencés par Alphonse-Victor Angot sont :
- Loco quæ (sic) dicitur Calviaco, 616 (Testament de Bertrand du Mans) ;
- Villam nuncupatam Calgiacum, 989 (Cartulaire d'Évron) ;
- Les dismes de Cheilé, v. 1200 (Cartulaire de Champagne) ;
- G. de Cheleio, 1214 (Charte de l'Abbaye de Fontaine-Daniel) ;
- G. de Chelleyo, 1272 ;
- G. de Chiélé, 1287 (Chartrier du Rocher de Mézangers) ;
- J., dame de Chiellé, 1304 ;
- G. de Chellé, 1346 (Chartrier de la Roche-Pichemer) ;
- Chelay (carte de Jaillot).

Calviacus, Calgiacus n'ont rien à voir avec Chelé.

## Hameau
C'est à Chelé qu'on a trouvé les plus anciens vestiges d'occupation humaine dans l'Ouest de la France : on note la présence d'un réseau de voies gauloises très dense dans la région. Il a été découvert sur le site de Chelé important matériel lithique. Un monolithe est identifié comme une stèle gauloise dans la cour du château.  
La voie romaine du Mans à Jublains passe à 1 kilomètre sud du village.
Chelé est désigné comme l'un des domaines légués à son église cathédrale dans le testament de Bertrand du Mans, évêque du Mans, 616, et attribué au Xe siècle par le comte de Blois à l'abbaye restaurée d'Évron. 
La terre retomba toutefois avant le XIIIe siècle en mains laïques. Il reste encore les vestiges d'un ancien moulin à vent, à eau et ruines d'un château à Chelé.

## Église
Ce sont probablement les chevaliers du nom de Chelé qui bâtirent au XIIe siècle, la petite église dédiée à saint Marc à laquelle la tradition attribue à l'origine des droits paroissiaux. 
Il ne reste de l'édifice que le chœur à chevet carré. L'arcade romane qui le séparait de la nef a 4 mètres de hauteur et 2 mètres 50 de largeur ; deux petites fenêtres primitives sont conservées ; celle du chevet est ogivale, divisée par un meneau ; une autre, de même style mais simple, éclaire l'autel au midi ; une petite piscine à double cuvette s'encastre dans le mur au côté de l'évangile. 
D'un vitrail qui garnissait la fenêtre orientale, il restait à la fin du XIXe siècle un personnage de 12 cm, auréolé, tenant en main un livre à deux fermoirs, qui a disparu depuis. La date 1686 se lit sur le lambris, celle de 1736 sur la porte. L'objet le plus intéressant est une Vierge en tuffeau, de 50 cm de hauteur, assise, tenant l'Enfant Jésus, travail naïf du XIIIe siècle.
L'église locale a été en partie détruite. Il en reste la nef transformée en chapelle Saint-Marc. Du Moyen Âge jusqu'aux années 1970, une messe y était dite le 25 avril.
Une chapellenie de Notre-Dame fut fondée à une époque inconnue dans cette chapelle, dotée de dîmes au sujet desquelles il y eut un règlement entre le titulaire et le curé d'Hambers en 1659. Parmi les chapelains : 
- Félix Sallion, bachelier en droit canon de l'université d'Angers, aussi pourvu d'un bénéfice de Saint-Jacques dans l'église de Malicorne, 1560.
- Léonor-Jacques de la Borde, démissionnaire, 1675. Depuis, les titulaires sont ceux de la chapelle du rocher de Mézangers.

## Château
Connue comme terre seigneuriale dès le XIIe siècle au moins, Chelé eut évidemment dès cette époque un château dont il ne reste plus trace. 
Celui de style ogival dont les ruines subsistent, fut bâti au XVe siècle, probablement par Marguerite Machefer, vers le temps où elle réédifia dans le domaine la chapelle de Montaigu. Le château était entouré de douves à l'époque et l'on pouvait semble-t-il noyer les alentours sur une grande surface ce qui constituait un excellent moyen de défense. Il s'ouvrait par une porterie, la plus ancienne maison du département de la Mayenne (XIIe siècle, selon l'abbé Angot). Ce château a été construit probablement après un autre bâtiment plus ancien dont il ne reste plus de traces : le château de Viel. Le château était en ruine dès le XVIe siècle ; en 1615, un chêne imposant avait poussé dans la salle principale. On peut encore voir des pierres finement taillées dans la chapelle du château ainsi que des traces de peintures dans la salle principale. C'est la chapelle du château et non celle de Saint-Marc qui est inscrite au Pouillé du Mans, au XVe siècle In parrochia de Hambers, in manerio de Chelé, est quædam capella fundata in honorem B. M. V..
Le château possédait son étang toujours présent, un moulin à eau au déversoir (ruines) et un moulin à vent dont les murs continuent à défier les siècles (point de vue sur les Coëvrons). 
En 1672, les choses étaient déjà dans l'état actuel. manoir composé d'un vieil château en ruine, écrit-on, auquel il n'y a plus que les murailles, autrefois clos de fossés et douves, avec un logis anciennement servant de portail. Le domaine comprenait le bois de la Boulaie, de 30 journaux, la lande du Pont et l'étang de 40 journaux, la lande de Mongouin de 200 journaux, celle de Chelé de 100 journaux, avec deux étangs ; les landes de Montaigu avec la chapelle, etc. 
La châtellenie de Chelé était vassale de la baronnie de Sillé. L'aveu rendu le 23 janvier 1458 énumère : le manoir, court et circuit avec les dosves, fossés, portail et pont levais ; le four à ban du bourg de Chellé ; les tertres et vallées du lieu de Montaigu ; les garennes à lièvres et congnins ; justice, voyries et seigneurie haute, moyenne et basse, sceaux à contrats. En 1459, on lui contestait la haute justice et le seigneur était cité aux assises du Mans pour avoir levé un homme mort de son estang sans appeler justice. Mais les droits du châtelain de Chelé furent depuis constamment reconnus.
René d'Alençon, duc d'Alençon, par acte passé à la Flèche, le 26 septembre 1478, reconnaît que les habitants et estaigers de la terre de Chelé ont droit d'usage pour le pacage, le bois de chauffage et la litière dans la forest, bois, landes et conscens de Langé en payant à la recette de Sainte-Suzanne 100 boisseaux d'avoine.
La terre comprenait en 1771, lors de la vente du Rocher de Mézangers : le château en ruine, présentation à la chapelle, moulin, étang, seigneurie d'Hambers, la Romagnère, la Dilantière, la Valette, Villoiseau, les taillis, moulin et domaine de Lingé et de Foucault, les clos. de Viel, du Portail, du Pâtis, de Jauzé.
Le château est inscrit au titre des monuments historiques en 2010.

## Seigneurs
On connaît de la famille de Chelé:
- Guillaume de Chelé, qui échange pour quelques dîmes d'Hambers le sixième des dîmes de Chelé que Raoul, abbé de Champagne, disait avoir reçues de Guillaume de Montgiroul, 1200 circa ;
- Geoffroy de Chelé, qui saisit les hommes et les chariots des religieux d'Évron dans la forêt de Langé, 1210 ; il tenait à Montourtier une terre donnée à l'Abbaye de Fontaine-Daniel par Sylvestre de Roupéroux, 1214 ;
- Guillaume de Chelé, chevalier, qui acquiert diverses rentes, après 1281 ; Il fait un accord avec le curé de Bais au sujet d'une rente qui avait été donnée à ce dernier sur le tennement du Plessis, 1272.
- enfin Guillaume de Chelé, écuyer, 1300, qui donne à rente une partie du moulin du Teil, 1326. Jeanne de Clermont, femme de l'un des précédents, est dame de Chelé en 1305.
- Jeanne, dame de Chelé, achète une rente d'Henri d'Orthe, 1304 ;
- Guillaume de Chelé, chevalier, dont la sœur Mareste de Chelé avait épousé Guillaume de Couesmes, vend 10 livres de rente sur la prévôté de Villaines à Hector Machefer, gendre de Guillaume de Couesmes, 1346 (Chartrier de la Roche-Pichemer).
- Hamard du Fournet, chevalier, seigneur de Chelé, est témoin avec Jean Anthonin et Henri de Vinen, nobles, de la concession du droit d'usage dans la forêt de Langé par Guillaume d'Anthenaise, seigneur, baron de Mézangers, à Denis Parator, curé, 1331.

Depuis : 
- Guillaume de Couesmes reçoit de Jean de Couesmes, son frère, à l'occasion de son mariage avec Jeanne d'Averton, toute la terre de Chellé, 1392.
- Jean de Landivy, mari de Marguerite de la Macheferrière, héritière de Jean de Couesmes et de Roberde d'Usages, 1402 ;

- puis, les seigneurs de Chemeré jusqu'à Madelon de Sourches qui vendit Chelé, en décembre 1545, pour 8 500 livres à René de Bouillé.

Les seigneurs du Rocher le furent aussi depuis lors de Chelé. 
Éléonor de Bouillé, chevalier, prieur de Torcé et de Gesnes, prit constamment le titre de seigneur de Chelé.

## Sources
- Chartrier du Rocher de Mézangers.
- Abbé Gérault, Notice sur Evron, p. 26, 275.
- Cartulaire de l'abbaye de Champagne.
- Cartulaire de Tucé.
- Archives nationales, P. 401, 405 ; R/5. 386.
- Insinuations ecclésiastiques.
- Baron de Wismes, le Maine et l'Anjou, article Le Rocher.
- Emile Moreau, Monuments mégalithiques, p. 35.
- « Château de Chelé », dans Alphonse-Victor Angot et Ferdinand Gaugain, Dictionnaire historique, topographique et biographique de la Mayenne, Laval, A. Goupil, 1900-1910 [détail des éditions] (BNF 34106789, présentation en ligne)